# Prosopocera grisemarginata
Prosopocera grisemarginata là một loài bọ cánh cứng trong họ Cerambycidae.